# Śląsk Świętochłowice (piłka nożna)

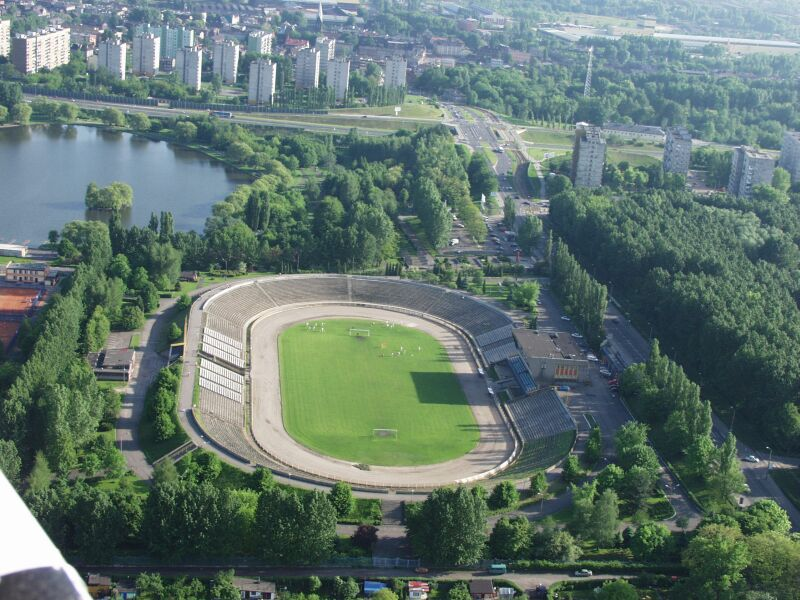
Stadion OSiR Skałka z lotu ptaka (2010)

Śląsk Świętochłowice – polski klub piłkarski z Świętochłowic założony w 1920 roku.

## Historia
Do zebrania założycielskiego klubu doszło z inicjatywy Polskiego Komisariatu Plebiscytowego, które odbyło się 20 lutego 1920 roku. W sali Pawlasa przy ulicy Wyzwolenia w Świętochłowicach zebrało się 40 osób, gdzie wybrano pierwszego prezesa Stefana Szafranka. Pierwszy swój mecz Śląsk Świętochłowice rozegrał 21 marca 1920 roku pokonując 2:1 Polonię Bytom. Zwycięzcy wystąpili w składzie: Jan Zejman, Walenty Szołtysek, Bronisław Kluba, Henryk Woźnica, Franciszek Hajduk, Józef Hajduk, Ryszard Nowak, Jerzy Nowrotek, Zygfryd Majer, Antoni Szmagoń i Rudolf Woźnica.
Po ustanowieniu polskiej administracji, szeregi Śląska zasilili gracze niemieckiego klubu SV 1913, w którym zrzeszeni byli również Polacy. Kronikarz klubowy, opisując upadek SV 1913, starszego o siedem lat poprzednika Śląska, pisał: (Klub) stając się coraz mniej popularnym, stracił możliwość dalszej egzystencji. W początkowym okresie Śląsk miał ogromne problemy z boiskiem. Pierwsze boisko mieściło się na terenie plant, naprzeciw ogrodu jordanowskiego, lecz nie nadawało się ono do rozgrywania poważnych meczów, ze względu na jego umiejscowienie; piłka wpadała do pobliskiego potoku Rawa, na hałdę albo do ogrodu koncertowego. Przystąpiono, więc do budowy nowego boiska przy Szybie Oskara, na terenie dzisiejszych ogródków działkowych. Z powodu szkód górniczych boisko trzeba było później zamknąć, wobec czego Śląsk zmuszony był rozgrywać mecze odpłatnie na boisku należącym do Katolickiego Stowarzyszenia Młodzieży Polskiej przy kościele św. Piotra i Pawła w Świętochłowicach. 
Pierwszy awans świętochłowiczan do ekstraklasy w 1928 roku przysporzył im wiele finansowych kłopotów. Klub był na własnym rozrachunku, dochody z meczów starczały na bilety powrotne dla gości oraz opłacenie sędziowskiej delegacji, zaś brakowało ich na wyjazdowe mecze ligowe do Warszawy, Lwowa, Torunia czy Poznania. Po roku drużyna ze Świętochłowic spadła z ekstraklasy aby powrócić do niej w 1935 roku. Sytuacja Śląska była już wtedy znacznie lepsza, niż w latach dwudziestych. Na jego czele klubu stanął dyrektor Szpitala Miejskiego dr Antoni Wojcieszyn. Wtedy wybudowano też kolejne klubowe boisko, które przetrwało do czasów powojennych, gdzie następnie zlokalizowany został wydział blach pokrewnych huty Florian. Wtedy również w drużynie pojawili się pierwsi piłkarze spoza Świętochłowic - Mieczysław Wysocki z Śmigłego Wilno, Hubert Smol z HKS Szopienice, Erwin Pogodzik z KS Radlin oraz Adolf Michalski z Rymera Niedobczyce. Wtedy też Śląsk zanotował najlepszy wynik w historii klubu, zakończając rozgrywki pierwszoligowe na piątym miejscu.

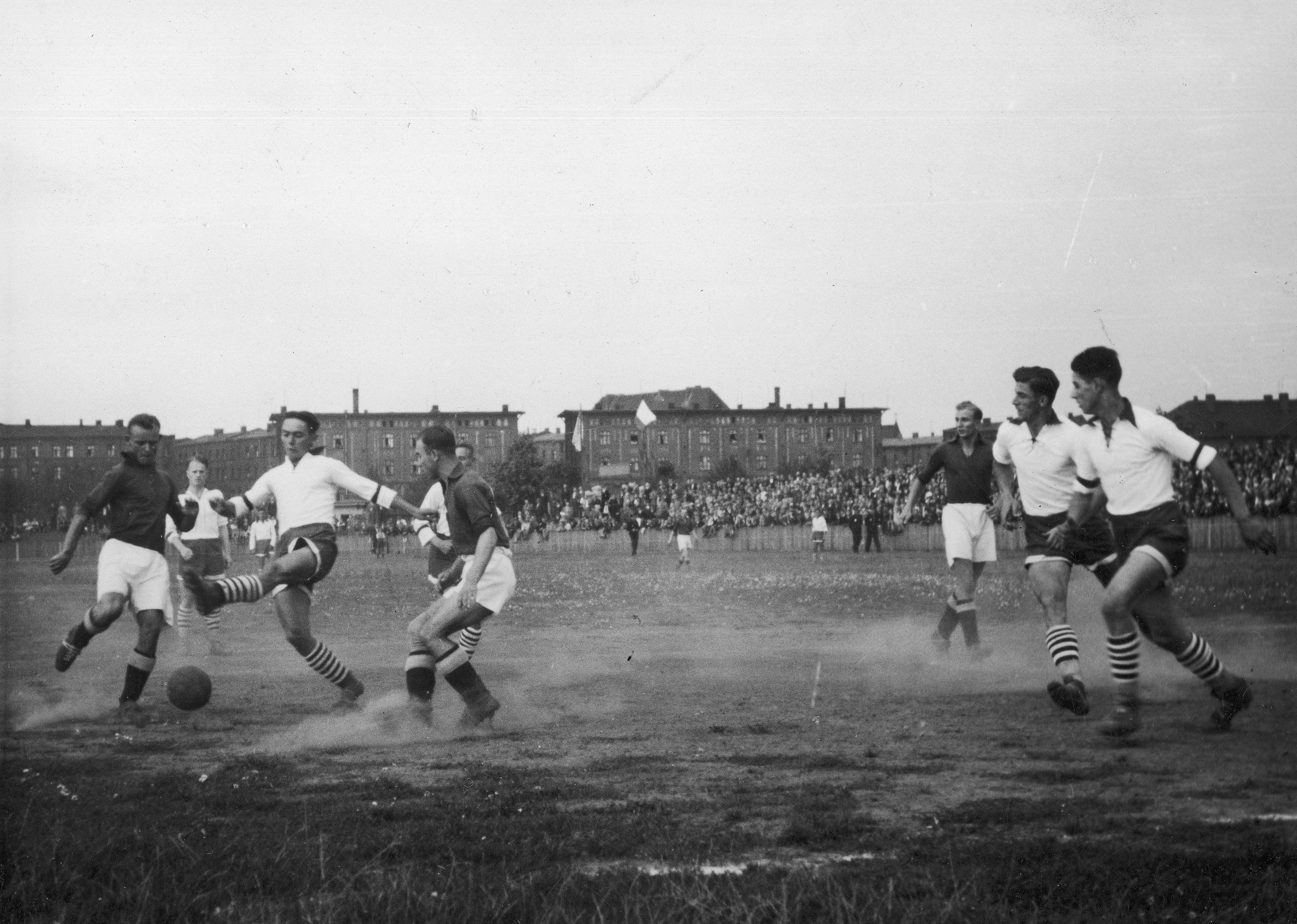
Mecz Śląska ze Śmigłym Wilno (2ː1), 13 sierpnia 1939 r.

Następny rok przyniósł szereg zaszczytów, z których wartym wspomnienia jest wyjazd Huberta Gada na igrzyska olimpijskie w Berlinie. Trzy lata później w drużynie narodowej debiutowali dwaj dalsi piłkarze Śląska, Ewald Cebula i Zygmunt Kulawik. 

Skrystalizował się skład drużyny, który jak nigdy dotąd był mało zmieniany, tak że zgranie poszczególnych formacji między sobą było doskonałe. Odmładzanie drużyny odbywało się w sposób stopniowy, zawodnicy znali się zatem i wiedzieli, na co ich stać.

 Latem 1939 roku Śląsk przewodził w finałowej grupie czterech drużyn walczących o dwie premie w ekstraklasie, ale rozgrywki przerwała II wojna światowa. W Świętochłowicach Niemcy stworzyli własny klub TuS Schwientochlowitz, w którym grali prawie wszyscy piłkarze przedwojennego Śląska oraz bramkarz Ruchu Chorzów, Walter Brom. Piłkarze jednak z czasem zaczęli trafiać do niemieckiego wojska. 
Po wojnie Śląsk był reaktywowany, ale mimo ambicji i poświęcenia działaczy, nie zdołał już nawiązać do przedwojennych tradycji.

## Kadra
| Bramkarze                                    | Obrońcy                                                                                      | Pomocnicy | Napastnicy                                                        |
| -------------------------------------------- | -------------------------------------------------------------------------------------------- | --- | ----------------------------------------------------------------- |
| Jakub Bielecki Łukasz Gambusz Michał Stopyra | Nikos Jańczak Daniel Koniarek Michał Mołas Bartosz Nawrocki Jakub Nawrocki Łukasz Wawrzyniak | Mateusz Gajda Krystian Gut Marcin Jaskiernia Seweryn Krawczyk Łukasz Krzywda Adrian Lesik Patryk Paszek Kamil Ściętek Artur Terbalyan Szymon Tutaj | Dawid Henisz Adrian Palka Szymon Pałka Daniel Tukaj Damian Wasiak |

## Sukcesy
- 5. miejsce w I lidze (ob. Ekstraklasa) – 1935
- Mistrzostwo polskiej części Górnego Śląska (x4): 1927, 1934, 1938, 1939[1]
- Zdobywca Pucharu Polski na szczeblu regionalnym (Śląski ZPN): 2018